# Follia d'amore
«Follia d'amore» (англ. «Madness of love», укр. «Божевілля кохання») — пісня італійського виконавця Рафаеля Гуалацці, що представляв країну на музичному конкурсі Євробачення 2011. Пісня перемогла в секції нових виконавців фестивалю Сан-Ремо і отримала премію «Mia Martini» також у категорії нових виконавців.
19 лютого 2011 року за рішенням спеціального журі Рафаель Гуалацці був обрано офіційним представником від Італії на конкурсі Євробачення 2011  . Його виступ став поверненням Італії на конкурс після 14-річної перерви; до цього, останній виступ від цієї країни відбулося на конкурсі 1997 року. Пісня виконується англійською та італійською мовами .
Пісня також увійшла до саундтреку фільму «Manuale d'amore 3» режисери Джованні Веронезі .